# شغل افتراضي
نظرية الشغل الافتراضي (بالإنجليزية: Virtual work)‏ تنشأ عند تطبيق مبدأ الفعل الأدني عند دراسة القوي والحركه لنظام ميكانيكي، الشغل الناشئ من قوة تؤثر علي جسيم يتحرك في نفس اتجاه الحركة تختلف باختلاف مقدار الحركة. بين كل الحركات الممكنة توجد حركة تؤدي الي الفعل الأدني وتسمي الإزاحة الإفتراضية. وفي هذه الحالة يكون الشغل الناتج هو الشغل الافتراضي.
تاريخيا، الشغل الافتراضي وما يصاحبه من تفاضل المتغيرات تم استنتاجهم لدراسة الاجسام الجاسئه، وبعد ذلك تم تعديلهم ليناسبوا الأجسام القابلة للتشكل.

## تاريخ

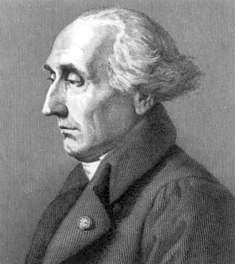
عالم الرياضيات لاجرانج

تم استخدام مبدأ الشغل الافتراضي في دراسة علم الاستاتيكا منذ القدم بواسطة الاغريق، العرب، الايطاليين في عصر النهضة. وتم استخدام المبدأ بواسطة علماء فيزياء مشهورين بالقرن السابع عشر أمثال جاليليو.
في عام 1768 قام لاجرانج بتقديم المبدأ في صورة أكثر كفاءة عن طريق استخدام المتجهات العامة.

## مقدمة
نفرض جزئ P يتحرك من نقطة A لنقطة B علي مسار (r(t في حين أن القوة ((F(r(t تؤثر علية، فان الشغل المبذول W بواسطة هذة القوة يعطي بالتكامل:{\displaystyle W=\int _{\mathbf {r} (t_{0})=A}^{\mathbf {r} (t_{1})=B}\mathbf {F} \cdot d\mathbf {r} =\int _{t_{0}}^{t_{1}}\mathbf {F} \cdot {\frac {d\mathbf {r} }{dt}}~dt=\int _{t_{0}}^{t_{1}}\mathbf {F} \cdot \mathbf {v} ~dt}
حيث dr هو العنصر التفاضلي علي طول منحني حركة الجزئ P و v هو سرعتة. من المهم ملاحظة ان الشغل المبذول W يعتمد علي مسار حركة الجزئ P
الآن نفرض الجزئ P يتحرك من نقطة A لنقطة B مرة أخرى، لكنه هذه المرة يتحرك علي مسار مقارب للمسار الأول (r(t باختلاف بسيط (δr(t)=εh(t حيث ε هو مقدار ثابت يمكن فرضة بقيمة صغيرة جدا، و (h(t هي دالة عشوائية تحقق
h'(t0) = h(t1) = 0 , نفرض القوة ((F(r(t)+εh(t هي نفسها ((F(r(t فان الشغل المبذول W في هذة الحالة يحسب من التكامل:
{\displaystyle {\bar {W}}=\int _{\mathbf {r} (t_{0})=A}^{\mathbf {r} (t_{1})=B}\mathbf {F} \cdot d(\mathbf {r} +\epsilon \mathbf {h} )=\int _{t_{0}}^{t_{1}}\mathbf {F} \cdot {\frac {d(\mathbf {r} (t)+\epsilon \mathbf {h} (t))}{dt}}~dt=\int _{t_{0}}^{t_{1}}\mathbf {F} \cdot (\mathbf {v} +\epsilon {\dot {\mathbf {h} }})~dt.}
ويكون الاختلاف في الشغل δW عن الحالة الأولي:{\displaystyle \delta W={\bar {W}}-W=\int _{t_{0}}^{t_{1}}(\mathbf {F} \cdot \epsilon {\dot {\mathbf {h} }})~dt.}
وهو ما يعرف ب الشغل الافتراضي.
إذا لم يكن هناك أي قوي تقييد فانه يلزم وجود 6 معملات لتعريف حركة الجسيم P وإذا كان هناك k قوة تقييد حيث (k ≤ 6) في هذه الحالة يلزم وجود (n = (6 - k معامل. وحيث انه يمكن تعريف n متجه عام (qi (t) (i = 1, 2, ..., n ثم تعريف (r(t و (δr=εh(t بدلالة هذه المتجهات العامة، فان:
{\displaystyle \mathbf {r} (t)=\mathbf {r} (q_{1},q_{2},...,q_{n};t)}
{\displaystyle \mathbf {h} (t)=\mathbf {h} (q_{1},q_{2},...,q_{n};t)}
في هذه الحالة فان مشتقة التغير (δr=εh(t تعطي ب:{\displaystyle {\frac {d}{dt}}\delta \mathbf {r} ={\frac {d}{dt}}\epsilon \mathbf {h} =\sum _{i=1}^{n}{\frac {\partial \mathbf {h} }{\partial q_{i}}}\epsilon {\dot {q}}_{i},}
ثم:{\displaystyle \delta W=\int _{t_{0}}^{t_{1}}\left(\sum _{i=1}^{n}\mathbf {F} \cdot {\frac {\partial \mathbf {h} }{\partial q_{i}}}\epsilon {\dot {q}}_{i}\right)dt=\sum _{i=1}^{n}\left(\int _{t_{0}}^{t_{1}}\mathbf {F} \cdot {\frac {\partial \mathbf {h} }{\partial q_{i}}}\epsilon {\dot {q}}_{i}~dt\right).}
وحيث انه مطلوب ان يكون الشغل الافتراضي بقيمة صفر لاي تغير عشوائي (δr(t)=εh(t فانه ينتج أن:
{\displaystyle Q_{i}=\mathbf {F} \cdot {\frac {\partial \mathbf {h} }{\partial q_{i}}}=0,\quad i=1,\ldots ,n.}
حيث Qi تسمي القوي العامه المصاحبة للازاحة الافتراضية δr

## بعض التطبيقات

### قانون الروافع

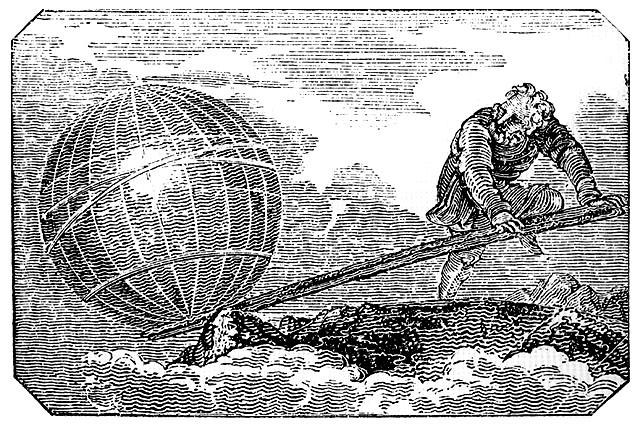
هذة لوحة من مجلة Mechanics Magazine تم نشرها في لندن سنة 1842.

عند اعتبار الرافعه كجسم جاسئ وباستخدام الشغل الافتراضي يمكن استنتاج قانون الروافع كالتالي:{\displaystyle MA={\frac {F_{B}}{F_{A}}}={\frac {a}{b}}}
حيث FA هي القوة المؤثرة و FB هي القوة الناتجه و a و b هما طولي ذراع كل قوة علي التوالي.
يظهر هذا القانون انه إذا كان ذراع القوه أطول من ذراع العزم فانه يمكن تكبير قوة الرفع والعكس صحيح، ويمكن استخدام هذا القانون في العديد من التطبيقات لمضاعفة القوه.
هذا القانون تم اثباته بواسطة أرخميدس باستخدام الهندسية التطبيقية.